# Ronnie Flex/Diskografie
Diese Diskografie ist eine Übersicht über die musikalischen Werke der niederländischen Rappers und Musikproduzenten Ronnie Flex. Den Schallplattenauszeichnungen zufolge hat er bisher mehr als 5,3 Millionen Tonträger verkauft, davon alleine in seiner Heimat mehr als 4,7 Millionen. Seine erfolgreichste Veröffentlichung ist die Single Drank & Drugs mit über 595.000 verkauften Einheiten.

## Alben

### Studioalben
| Jahr | Titel Musiklabel                                                 | Höchstplatzierung, Gesamtwochen, AuszeichnungChartplatzierungen (Jahr, Titel, Musiklabel, Platzierungen, Wochen, Auszeichnungen, Anmerkungen) | Höchstplatzierung, Gesamtwochen, AuszeichnungChartplatzierungen (Jahr, Titel, Musiklabel, Platzierungen, Wochen, Auszeichnungen, Anmerkungen) | Anmerkungen                                                |
| Jahr | Titel Musiklabel                                                 | NL | BEF | Anmerkungen                                                |
| ---- | ---------------------------------------------------------------- | --- | --- | ---------------------------------------------------------- |
| 2014 | De nacht is nog jong, net als wij voor altijd Top Notch Music BV | NL53 Gold · (3 Wo.)NL | BEF195 (1 Wo.)BEF | Erstveröffentlichung: 14. November 2014 Verkäufe: + 20.000 |
| 2017 | Rémi Top Notch Music BV                                          | NL1 Platin · (197 Wo.)NL | BEF17 (67 Wo.)BEF | Erstveröffentlichung: 30. Juni 2017 Verkäufe: + 40.000     |
| 2018 | Nori Top Notch Music BV                                          | NL1 Gold · (51 Wo.)NL | BEF4 (27 Wo.)BEF | Erstveröffentlichung: 22. März 2018 Verkäufe: + 20.000     |
| 2021 | Altijd samen ADF Entertainment                                   | NL2 Platin · (15 Wo.)NL | BEF12 (4 Wo.)BEF | Erstveröffentlichung: 20. August 2021 Verkäufe: + 30.000   |
| 2025 | SDL 1 ADF Entertainment                                          | NL4 Platin · (… Wo.)NL | BEF94 (2 Wo.)BEF | Erstveröffentlichung: 20. März 2025 Verkäufe: + 30.000     |

### EPs
| Jahr | Titel       | Anmerkungen                        |
| ---- | ----------- | ---------------------------------- |
| 2013 | Tankstation | Erstveröffentlichung: 2013         |
| 2023 | Sliden      | Erstveröffentlichung: 1. Juni 2023 |

## Singles

### Als Leadmusiker
| Jahr | Titel Album                                              | Höchstplatzierung, Gesamtwochen, AuszeichnungChartplatzierungen (Jahr, Titel, Album, Platzierungen, Wochen, Auszeichnungen, Anmerkungen) | Höchstplatzierung, Gesamtwochen, AuszeichnungChartplatzierungen (Jahr, Titel, Album, Platzierungen, Wochen, Auszeichnungen, Anmerkungen) | Höchstplatzierung, Gesamtwochen, AuszeichnungChartplatzierungen (Jahr, Titel, Album, Platzierungen, Wochen, Auszeichnungen, Anmerkungen) | Höchstplatzierung, Gesamtwochen, AuszeichnungChartplatzierungen (Jahr, Titel, Album, Platzierungen, Wochen, Auszeichnungen, Anmerkungen) | Anmerkungen                                                                                            |
| Jahr | Titel Album                                              | NL | BEF | DE | AT | Anmerkungen                                                                                            |
| --- | -------------------------------------------------------- | --- | --- | --- | --- | --- |
| 2013 | Onder je lokken –                                        | — | — | — | — | Erstveröffentlichung: 1. Januar 2013                                                                   |
| 2014 | Zusje De nacht is nog jong, net als wij voor altijd      | NL25 (8 Wo.)NL | — | — | — | Erstveröffentlichung: 23. Januar 2014                                                                  |
| 2014 | Pocahontas De nacht is nog jong, net als wij voor altijd | — | — | — | — | Erstveröffentlichung: 2. Mai 2014                                                                      |
| 2015 | Je loog tegen mij –                                      | — | — | — | — | Erstveröffentlichung: 19. Januar 2015 mit Ali B                                                        |
| 2015 | Liegen voor de rechter New Wave                          | NL— GoldNL | — | — | — | Erstveröffentlichung: 20. März 2015 Verkäufe: + 15.000; mit Lil Kleine & Jonna Fraser                  |
| 2015 | Nigga als ik New Wave                                    | NL— PlatinNL | — | — | — | Erstveröffentlichung: 3. April 2015 Verkäufe: + 30.000; mit SFB                                        |
| 2015 | Goonies & hoolies New Wave                               | — | — | — | — | Erstveröffentlichung: 8. April 2015 mit Lil Kleine, Bokoesam, XL & Idaly                               |
| 2015 | Drank & Drugs New Wave                                   | NL1 ×5Fünffachplatin · (14 Wo.)NL | BEF3 (18 Wo.)BEF | DE16* Platin · (24 Wo.)DE | AT65* (4 Wo.)AT | Erstveröffentlichung: 10. April 2015 Verkäufe: + 595.000; * dt. Version Stoff & Schnaps mit Lil Kleine |
| 2015 | Zeg dat niet New Wave                                    | NL37 ×2Doppelplatin · (3 Wo.)NL | — | — | — | Erstveröffentlichung: 10. April 2015 Verkäufe: + 60.000; mit Lil Kleine                                |
| 2015 | Niemand –                                                | NL3 Platin · (18 Wo.)NL | — | — | — | Erstveröffentlichung: 25. September 2015 Verkäufe: + 30.000; mit Mr. Polska                            |
| 2015 | Nu sta je hier –                                         | NL16 (8 Wo.)NL | — | — | — | Erstveröffentlichung: 19. Dezember 2014 mit SFB & Broederliefde                                        |
| 2015 | Wij zijn altijd –                                        | NL30 (3 Wo.)NL | — | — | — | Erstveröffentlichung: 7. Dezember 2015                                                                 |
| 2016 | Plek als dit Rémi                                        | NL29 ×2Doppelplatin · (4 Wo.)NL | — | — | — | Erstveröffentlichung: 13. Oktober 2016 Verkäufe: + 80.000                                              |
| 2016 | Energie Rémi                                             | NL2 ×5Fünffachplatin · (19 Wo.)NL | — | — | — | Erstveröffentlichung: 27. Dezember 2016 Verkäufe: + 200.000; feat. Frenna                              |
| 2017 | Come Again Rémi                                          | NL2 ×4Vierfachplatin · (13 Wo.)NL | — | — | — | Erstveröffentlichung: 12. Mai 2017 Verkäufe: + 160.000; feat. Boef                                     |
| 2017 | Blijf bij mij –                                          | NL2 ×2Doppelplatin · (17 Wo.)NL | — | — | — | Erstveröffentlichung: 8. Dezember 2017 Verkäufe: + 160.000; feat. Maan                                 |
| 2017 | 4/5 Nori                                                 | NL— PlatinNL | — | — | — | Erstveröffentlichung: 20. Dezember 2017 Verkäufe: + 80.000                                             |
| 2018 | Nori                                                     | — | — | — | — | Erstveröffentlichung: 19. Januar 2018                                                                  |
| 2018 | Fan –                                                    | NL4 Platin · (10 Wo.)NL | BEF48 (2 Wo.)BEF | — | — | Erstveröffentlichung: 2. März 2018 Verkäufe: + 80.000; feat. Famke Louise                              |
| 2018 | Pull Up –                                                | NL27 Platin · (6 Wo.)NL | — | — | — | Erstveröffentlichung: 1. Juni 2018 Verkäufe: + 80.000; mit Dyna & Frenna                               |
| 2018 | Omarm me –                                               | NL32 (6 Wo.)NL | — | — | — | Erstveröffentlichung: 29. Juni 2018 mit Bløf                                                           |
| 2018 | Maria –                                                  | — | — | — | — | Erstveröffentlichung: 20. Juli 2018 mit Bizzey feat. $hirak                                            |
| 2019 | Haal Me Naar Boven –                                     | NL— GoldNL | — | — | — | Erstveröffentlichung: 17. Mai 2019 Verkäufe: + 40.000; feat. Sarita Lorena                             |
| 2019 | Heimwee –                                                | — | — | — | — | Erstveröffentlichung: 22. November 2019                                                                |
| 2019 | Givenchy Bag –                                           | — | — | — | — | Erstveröffentlichung: 13. Dezember 2019                                                                |
| 2019 | Tot we vallen –                                          | — | — | — | — | Erstveröffentlichung: 20. Dezember 2019 feat. ADF Samski                                               |
| 2020 | Doe je juist –                                           | — | — | — | — | Erstveröffentlichung: 19. Februar 2020 feat. Priceless                                                 |
| 2020 | Doorheen –                                               | — | — | — | — | Erstveröffentlichung: 29. Mai 2020 mit Bizzey, Bilal Wahib & Ramiks                                    |
| 2021 | Free GG –                                                | — | — | — | — | Erstveröffentlichung: 22. Februar 2021 feat. Djahboy                                                   |
| 2021 | Crooswijk Freestyle –                                    | — | — | — | — | Erstveröffentlichung: 13. März 2021 feat. Murda                                                        |
| 2021 | Alles wat ik mis Altijd samen                            | NL7 Platin · (7 Wo.)NL | — | — | — | Erstveröffentlichung: 13. Mai 2021 Verkäufe: + 80.000; feat. Emma Heesters & Kris Kross Amsterdam      |
| 2021 | Goed Genoeg Altijd samen                                 | NL— GoldNL | — | — | — | Erstveröffentlichung: 29. Juli 2021 Verkäufe: + 40.000; feat. Yade Lauren                              |
| 2021 | Meisje zonder naam –                                     | — | — | — | — | Erstveröffentlichung: 17. September 2021 mit Emma Heesters & Trobi                                     |
| 2022 | Wishlist –                                               | — | — | — | — | Erstveröffentlichung: 17. Februar 2022 mit Ashafar & Trobi                                             |
| 2022 | Adrenaline –                                             | NL6 Platin · (18 Wo.)NL | BEF8 (24 Wo.)BEF | — | — | Erstveröffentlichung: 15. September 2022 Verkäufe: + 80.000; mit Kris Kross Amsterdam & Zoë Tauran     |
| 2022 | Love Song –                                              | NL28 Gold · (3 Wo.)NL | — | — | — | Erstveröffentlichung: 30. Dezember 2022 Verkäufe: + 40.000; mit Trobi & Bilal Wahib                    |
| 2023 | Doe me dansje –                                          | — | — | — | — | Erstveröffentlichung: 7. April 2023 mit La Fuente & Kraantje Pappie                                    |
| 2023 | Kameraden voor het leven –                               | — | — | — | — | Erstveröffentlichung: 11. Mai 2023 mit Hef, ADF Samski & Emms, Kevin, Sjaf & Jahma                     |
| 2023 | Domino –                                                 | NL— GoldNL | — | — | — | Erstveröffentlichung: 15. September 2023 Verkäufe: + 45.000; mit Katnuf, Jonna Fraser & Caza           |
| 2023 | That’s a Lie –                                           | — | — | — | — | Erstveröffentlichung: 28. Dezember 2023 mit Alessio, DJ Dylvn, ADF Samski & Chivv                      |
| 2024 | Alles op gevoel –                                        | NL9 Platin · (17 Wo.)NL | — | — | — | Erstveröffentlichung: 4. Januar 2024 Verkäufe: + 90.000; mit Flemming & Zoë Tauran                     |
| 2024 | Kees Closed –                                            | — | — | — | — | Erstveröffentlichung: 24. März 2024                                                                    |
| 2024 | Drink ’n Smoke –                                         | — | — | — | — | Erstveröffentlichung: 17. April 2024 feat. Kid de Blits                                                |
| 2024 | Desire SDL 1                                             | — | — | — | — | Erstveröffentlichung: 5. Mai 2024                                                                      |
| 2024 | Yu –                                                     | — | — | — | — | Erstveröffentlichung: 12. Mai 2024 mit Priceless                                                       |
| 2024 | Chinchin –                                               | — | — | — | — | Erstveröffentlichung: 19. September 2024 feat. Antoon, Lil Kleine, Kraantje Pappie & ADF Samski        |
| 2024 | Lodewijk –                                               | — | — | — | — | Erstveröffentlichung: 18. Oktober 2024 mit Mensa & Srno                                                |
| 2024 | Heel de nacht alleen SDL 1                               | — | — | — | — | Erstveröffentlichung: 7. November 2024 feat. Vade Lauren & Mula B                                      |
| 2025 | Beneden –                                                | NL31 (… Wo.)NL | — | — | — | Erstveröffentlichung: 1. Mai 2025 mit Bizzey & Russo                                                   |
| Folgende Lieder erschienen nicht als Single, wurden aber durch das Album zum Download und Streaming bereitgestellt und konnten somit eine Platzierung erlangen: |                                                          | | | | | |
| |                                                          | | | | | |
| 2023 | Sliden Sliden EP                                         | NL28 Gold · (5 Wo.)NL | — | — | — | Verkäufe: + 40.000; mit Antoon                                                                         |

### Als Gastmusiker
| Jahr | Titel Album                              | Höchstplatzierung, Gesamtwochen, AuszeichnungChartplatzierungen (Jahr, Titel, Album, Platzierungen, Wochen, Auszeichnungen, Anmerkungen) | Höchstplatzierung, Gesamtwochen, AuszeichnungChartplatzierungen (Jahr, Titel, Album, Platzierungen, Wochen, Auszeichnungen, Anmerkungen) | Höchstplatzierung, Gesamtwochen, AuszeichnungChartplatzierungen (Jahr, Titel, Album, Platzierungen, Wochen, Auszeichnungen, Anmerkungen) | Höchstplatzierung, Gesamtwochen, AuszeichnungChartplatzierungen (Jahr, Titel, Album, Platzierungen, Wochen, Auszeichnungen, Anmerkungen) | Anmerkungen |
| Jahr | Titel Album                              | NL | BEF | DE | AT | Anmerkungen |
| ---- | ---------------------------------------- | --- | --- | --- | --- | --- |
| 2012 | Soldaatje Waardevolle Gezelligheid       | — | — | — | — | Erstveröffentlichung: 11. Mai 2012 Mr. Polska feat. Ronnie Flex                                                                             |
| 2012 | Allermooiste feestje –                   | — | — | — | — | Erstveröffentlichung: 22. Juni 2012 Yellow Claw feat. Mr. Polska & Ronnie Flex                                                              |
| 2012 | Nooit meer slapen Tankstation EP         | NL38 (4 Wo.)NL | — | — | — | Erstveröffentlichung: 5. Oktober 2012 Yellow Claw feat. Ronnie Flex, MocroManiac & Jebroer                                                  |
| 2015 | Ravotten Snoller                         | — | — | — | — | Erstveröffentlichung: 16. Januar 2015 Mr. Polska feat. Ronnie Flex                                                                          |
| 2015 | Laten gaan –                             | NL— PlatinNL | — | — | — | Erstveröffentlichung: 1. Juni 2015 Verkäufe: + 30.000; Monica Geuze feat. Ronnie Flex, Mafe, Abira Benotti, Frenna & Emms                   |
| 2015 | Meisjes blijven meisjes –                | NL— DiamantNL | — | — | — | Erstveröffentlichung: 31. Juli 2015 Verkäufe: + 200.000; Twocrooks & Frenna feat. Emms & Ronnie Flex                                        |
| 2015 | We zijn hier De man                      | NL— GoldNL | — | — | — | Erstveröffentlichung: 9. Oktober 2015 Verkäufe: + 15.000; Dio feat. Jayh, Bokoe Sam & Ronnie Flex                                           |
| 2015 | Ik zag je staan Alle tijd                | NL— GoldNL | — | — | — | Erstveröffentlichung: 30. Oktober 2015 Verkäufe: + 15.000; Jonna Fraser feat. Ronnie Flex & Idaly                                           |
| 2016 | Alleen –                                 | NL— GoldNL | — | — | — | Erstveröffentlichung: 15. Januar 2016 Verkäufe: + 15.000; Giocatori feat. Ronnie Flex, Lil Kleine & Sjaak                                   |
| 2016 | 1, 2, 3 Wop!                             | NL5 ×2Doppelplatin · (8 Wo.)NL | — | — | — | Erstveröffentlichung: 12. Februar 2016 Verkäufe: + 80.000; Lil Kleine feat. Ronnie Flex                                                     |
| 2016 | Niet omdat het moet Wop!                 | NL3 ×3Dreifachplatin · (10 Wo.)NL | BEF38 (2 Wo.)BEF | — | — | Erstveröffentlichung: 12. Februar 2016 Verkäufe: + 120.000; Lil Kleine feat. Ronnie Flex                                                    |
| 2016 | Ik weet niet –                           | — | — | — | — | Erstveröffentlichung: 26. Februar 2016 FMG feat. Ronnie Flex & Caza                                                                         |
| 2016 | Narcos Hard Work Pays Off 2              | — | — | — | — | Erstveröffentlichung: 4. April 2016 Broederliefde feat. SBMG, Jonna Fraser, Hef, Ronnie Flex & RMB                                          |
| 2016 | Fassen (Remix) –                         | — | — | — | — | Erstveröffentlichung: 8. Juli 2016 The Partysquad feat. La Rouge, Ronnie Flex & SBMG                                                        |
| 2016 | Niet zo (Remix) –                        | NL— PlatinNL | — | — | — | Erstveröffentlichung: 8. Juli 2016 Verkäufe: + 40.000; Murda feat. Ronnie Flex                                                              |
| 2017 | Party Jonathan                           | NL28 Platin · (5 Wo.)NL | — | — | — | Erstveröffentlichung: 19. April 2017 Verkäufe: + 40.000; Jonna Fraser feat. Ronnie Flex                                                     |
| 2017 | Loterij –                                | NL15 ×3Dreifachplatin · (12 Wo.)NL | BEF29 (11 Wo.)BEF | — | — | Erstveröffentlichung: 7. Juli 2017 Verkäufe: + 240.000; Lil Kleine feat. Ronnie Flex                                                        |
| 2017 | Geekin/Woozy –                           | — | — | — | — | Erstveröffentlichung: 28. Dezember 2017 Idaly feat. Bokoesam & Ronnie Flex                                                                  |
| 2018 | Slow Down –                              | NL18 ×2Doppelplatin · (9 Wo.)NL | BEF14 Gold · (12 Wo.)BEF | — | — | Erstveröffentlichung: 28. Januar 2018 Verkäufe: + 170.000; Dimitri Vegas & Like Mike & Quintino feat. Boef, Ronnie Flex, Ali B & I Am Aisha |
| 2018 | Mijn best Chase                          | — | — | — | — | Erstveröffentlichung: 2. Februar 2018 DJ Dylvn feat. Ronnie Flex & Jonna Fraser                                                             |
| 2018 | One Time Reset the Levels III            | NL— PlatinNL | — | — | — | Erstveröffentlichung: 16. Februar 2018 Verkäufe: + 80.000; SFB feat. Ronnie Flex                                                            |
| 2018 | Meli Meli –                              | NL— PlatinNL | — | — | — | Erstveröffentlichung: 4. Juli 2018 Verkäufe: + 80.000; Ali B & Numidia feat. Ronnie Flex                                                    |
| 2018 | Miljonair –                              | NL6 ×2Doppelplatin · (12 Wo.)NL | BEF25 (10 Wo.)BEF | — | — | Erstveröffentlichung: 13. Juli 2018 Verkäufe: + 160.000; $hirak feat. SBMG, Lil Kleine, Boef & Ronnie Flex                                  |
| 2018 | Wine Slow (Remix) –                      | NL— PlatinNL | — | — | — | Erstveröffentlichung: 13. Juli 2018 Verkäufe: + 80.000; Idaly feat. Ronnie Flex, Famke Louise & Bizzey                                      |
| 2018 | Spectakel –                              | — | — | — | — | Erstveröffentlichung: 29. September 2018 Ali B feat. Boef & Ronnie Flex                                                                     |
| 2018 | Alleen Door Jou –                        | NL15 Gold · (3 Wo.)NL | — | — | — | Erstveröffentlichung: 13. Dezember 2018 Verkäufe: + 40.000; Famke Louise feat. Ronnie Flex                                                  |
| 2018 | Fallin’ Idaly                            | NL— PlatinNL | — | — | — | Erstveröffentlichung: 21. Dezember 2018 Verkäufe: + 80.000; Idaly feat. SFB & Ronnie Flex                                                   |
| 2019 | Woozy –                                  | NL— GoldNL | — | — | — | Erstveröffentlichung: 30. Mai 2019 Verkäufe: + 40.000; Caza feat. Ronnie Flex                                                               |
| 2020 | Zeldzaam –                               | — | — | — | — | Erstveröffentlichung: 21. Februar 2020 Tabitha feat. Ronnie Flex                                                                            |
| 2020 | Venus ’t album onderweg naar ‘Het Album’ | NL— GoldNL | — | — | — | Erstveröffentlichung: 1. März 2020 Verkäufe: + 40.000; Frenna feat. Ronnie Flex & Snelle                                                    |
| 2020 | In de schuur Lars                        | NL12 ×2Doppelplatin · (20 Wo.)NL | — | — | — | Erstveröffentlichung: 16. Oktober 2020 Verkäufe: + 160.000; Snelle feat. Ronnie Flex                                                        |
| 2021 | 501 El Mehdi                             | NL3 Platin · (6 Wo.)NL | — | — | — | Erstveröffentlichung: 26. Februar 2021 Verkäufe: 80.000; Bilal Wahib feat. Ronnie Flex                                                      |
| 2021 | Standaard procedure Kleine               | — | — | — | — | Erstveröffentlichung: 23. Mai 2021 Lil Kleine feat. Ronnie Flex                                                                             |
| 2021 | Grenzeloze liefde Bryan                  | — | — | — | — | Erstveröffentlichung: 1. Juli 2021 Bryan Mg feat. Diztortion, Ronnie Flex & Darkoo                                                          |
| 2021 | The One Represent                        | — | — | — | — | Erstveröffentlichung: 9. Juli 2021 Equalz feat. Ronnie Flex                                                                                 |
| 2021 | Alles wat ik wil –                       | — | — | — | — | Erstveröffentlichung: 23. Juli 2021 COR & Reverse feat. Idaly & Ronnie Flex                                                                 |
| 2021 | Uhuh Talou                               | NL11 ×2Doppelplatin · (9 Wo.)NL | BEF25 Platin · (13 Wo.)BEF | — | — | Erstveröffentlichung: 20. August 2021 Verkäufe: 180.000; $hirak feat. Ronnie Flex, Yssi SB & Lil Kleine                                     |
| 2021 | Overbodig Wilde Rozen                    | — | — | — | — | Erstveröffentlichung: 17. Oktober 2021 Tabitha feat. Ronnie Flex & Glen Faria                                                               |
| 2022 | Okee Shordy Trobi on the Beat            | NL— PlatinNL | — | — | — | Erstveröffentlichung: 3. März 2022 Verkäufe: + 80.000; Trobi feat. Ronnie Flex, Chivv & ADF Samski                                          |
| 2022 | 100 SMSjes Echte Meisjes Huilen Niet     | NL24 Gold · (5 Wo.)NL | — | — | — | Erstveröffentlichung: 21. April 2022 Verkäufe: + 40.000; Sigourney K feat. Ronnie Flex                                                      |
| 2022 | Als Je Bij Me Blijft –                   | NL— PlatinNL | BEF42 (1 Wo.)BEF | — | — | Erstveröffentlichung: 12. Mai 2022 Verkäufe: + 80.000; $hirak feat. Cristian D, Bilal Wahib, Ronnie Flex & Boef                             |
| 2022 | Terug Bij Af Flemming                    | NL18 Gold · (14 Wo.)NL | BEF49 (1 Wo.)BEF | — | — | Erstveröffentlichung: 25. August 2022 Verkäufe: + 40.000; Flemming feat. Ronnie Flex                                                        |
| 2023 | Baddie –                                 | NL— GoldNL | — | — | — | Erstveröffentlichung: 3. Februar 2023 Verkäufe: + 40.000; $hirak feat. Cristian D, Ronnie Flex, KM & Emms                                   |
| 2023 | Niemand Wonderland                       | — | — | — | — | Erstveröffentlichung: 29. September 2023 Kevin feat. KA & Ronnie Flex                                                                       |
| 2023 | Wacht op mij –                           | — | — | — | — | Erstveröffentlichung: 27. Oktober 2023 Trobi feat. Ronnie Flex & Tabitha                                                                    |
| 2024 | Gaan we weg? –                           | NL1 Platin · (13 Wo.)NL | BEF37 Platin · (10 Wo.)BEF | — | — | Erstveröffentlichung: 12. Juli 2024 Verkäufe: + 110.000; Roxy Dekker feat. Ronnie Flex                                                      |
| 2024 | After Six –                              | — | — | — | — | Erstveröffentlichung: 9. August 2024 Broederliefde feat. Antoon & Ronnie Flex                                                               |
| 2024 | Luv –                                    | — | — | — | — | Erstveröffentlichung: 30. August 2024 Idaly feat. Ronnie Flex & Kaya Imani                                                                  |
| 2024 | Damage –                                 | NL18 Platin · (9 Wo.)NL | BEF47 Gold · (1 Wo.)BEF | — | — | Erstveröffentlichung: 25. Oktober 2024 Verkäufe: + 110.000; Noano feat. Ronnie Flex                                                         |
| 2025 | Hoe het is –                             | NL4 (… Wo.)NL | — | — | — | Erstveröffentlichung: 18. Juli 2025 Roxy Dekker feat. Idaly & Ronnie Flex                                                                   |

## Statistik

### Chartauswertung
|                     | NL    | BEF     |
| ------------------- | ----- | ------- |
| Nummer-eins-Alben   | NL2NL | BEF—BEF |
| Top-10-Alben        | NL4NL | BEF1BEF |
| Alben in den Charts | NL5NL | BEF6BEF |

|                       | NL     | BEF      | DE    | AT    |
| --------------------- | ------ | -------- | ----- | ----- |
| Nummer-eins-Singles   | NL2NL  | BEF—BEF  | DE—DE | AT—AT |
| Top-10-Singles        | NL14NL | BEF2BEF  | DE—DE | AT—AT |
| Singles in den Charts | NL35NL | BEF12BEF | DE1DE | AT1AT |

### Auszeichnungen für Musikverkäufe
| Goldene Schallplatte - Niederlande - 2016: für das Lied Kan er niet omheen - 2017: für das Lied Red Me - 2019: für das Lied Volg Me - 2021: für das Lied Non Stop - 2021: für das Lied Wat Is Love | Platin-Schallplatte - Dänemark - 2025: für die Single Drank & Drugs - Niederlande - 2015: für das Lied No Go Zone - 2016: für das Lied Hoog / Laag - 2016: für das Lied Vallen in de club - 2017: für das Lied Dat Is Money - 2017: für das Lied Is Dit Over - 2019: für das Lied Altijd Op Tijd 3× Platin-Schallplatte - Niederlande - 2016: für das Lied Investeren in de liefde - 2017: für das Lied Lovely Body |

Anmerkung: Auszeichnungen in Ländern aus den Charttabellen bzw. Chartboxen sind in ebendiesen zu finden.
| Land/RegionAuszeichnungen für Musikverkäufe (Land/Region, Auszeichnungen, Verkäufe, Quellen) | Gold       | Platin       | Diamant  | Verkäufe  | Quellen           |
| -------------------------------------------------------------------------------------------- | ---------- | ------------ | -------- | --------- | ----------------- |
| Belgien (BRMA)                                                                               | 2× Gold2   | 2× Platin2   | —        | 70.000    | ultratop.be       |
| Dänemark (IFPI)                                                                              | —          | Platin1      | —        | 90.000    | ifpi.dk           |
| Deutschland (BVMI)                                                                           | —          | Platin1      | —        | 400.000   | musikindustrie.de |
| Niederlande (NVPI)                                                                           | 22× Gold22 | 71× Platin71 | Diamant1 | 4.760.000 | nvpi.nl           |
| Insgesamt                                                                                    | 24× Gold24 | 75× Platin75 | Diamant1 |           |                   |